# Скайста

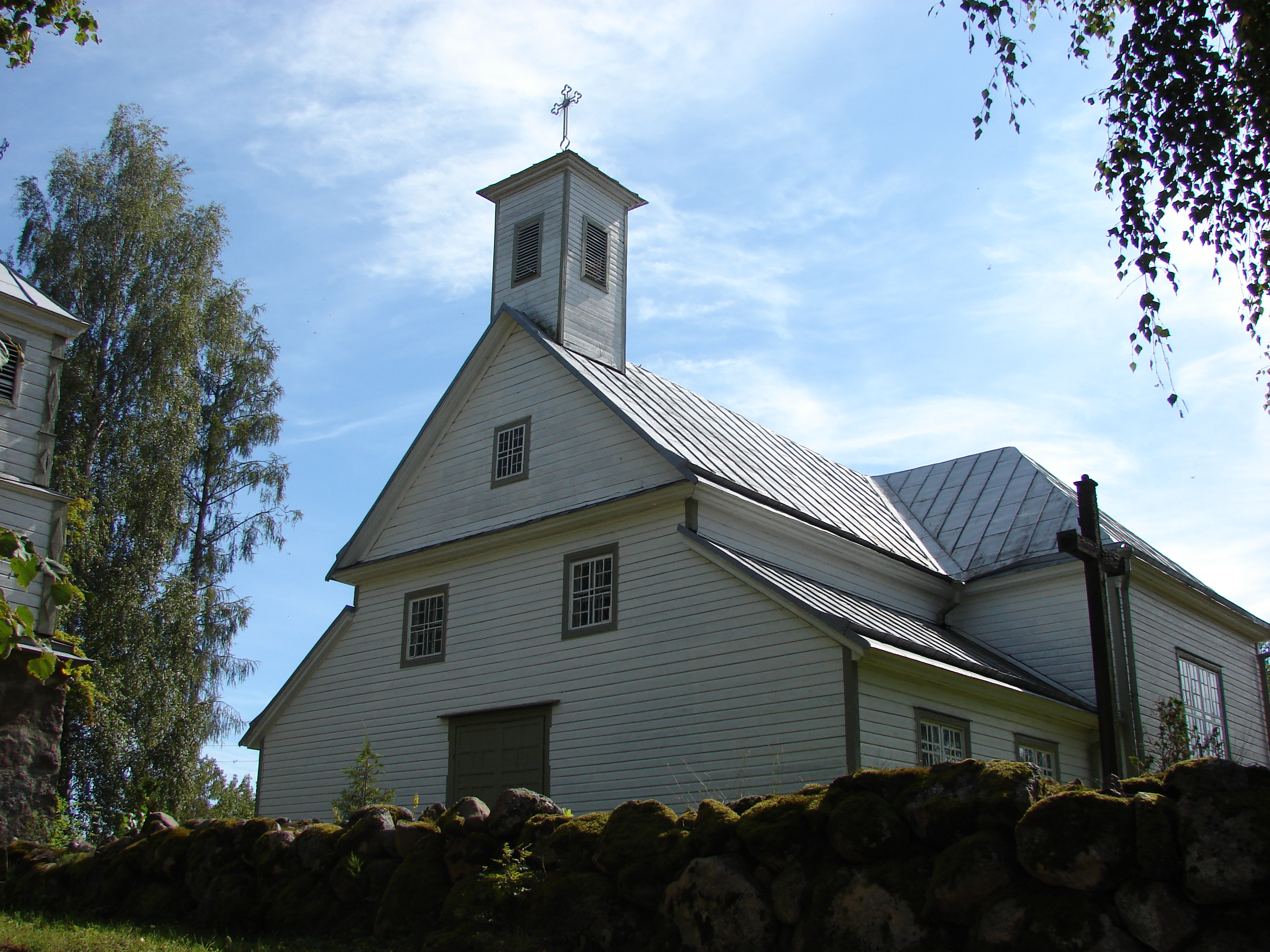
Католическая церковь

Ска́йста (латыш. Skaista) — населённый пункт в Краславском крае Латвии, административный центр Скайстской волости. Находится у региональной автодороги P61 (Краслава — Дагда). Расстояние до города Краслава составляет около 21 км.
По данным на 2015 год, в населённом пункте проживало 200 человек. Есть волостная администрация, начальная школа, общественный центр, библиотека, почтовое отделение, фельдшерский и акушерский пункт, католическая церковь.
В 6 км к юго-западу находится одноимённая железнодорожная станция на линии Даугавпилс — Индра.

## История
В советское время населённый пункт носил название Гейби и был центром Скайстского сельсовета Краславского района. В селе располагалась центральная усадьба колхоза «Борец».